# Крстич, Лиляна
Лиляна Крстич (серб. Љиљана Крстић; 31 октября 1919, Крагуевац, Королевство Югославия — 12 апреля 2001, Белград) — сербская и югославская актриса

 театра и кино, педагог.

## Биография
Родилась в семье профессора, доктора философии, мать была домохозяйкой.
Сперва изучала право, затем перешла на театральный факультет Музыкальной академии в Белграде. После окончания академии работала в столичном Национальном театре, Югославском драматическом театре, Белградском драматическом театре и театре Ателье 212. С большим успехом выступала на радио.
Гастролировала в Софии, Бухаресте, Нью-Йорке, Флоренции, Москве и др.
С 1954 по 2001 год снялась в более 80 фильмах и сериалах.
Преподавала в альма-матер курс актёрского мастерства.
В 1995 году получила престижную театральную Добричинскую премию (Dobričin prsten).

## Избранная фильмография
- 2000 — Спасти Харрисона
- 1998 — Спаситель — старуха
- 1987 — Письмо
- 1982 — Джек Холборн
- 1981 — Цена искушения
- 1981 — Падение Италии — Антица
- 1965 — Американка
- 1962 — Степь — Остесса
- 1962 — Следующего выпуска не будет —  мать Мирчета
- 1962 — Сибирская леди Макбет
- 1961 — Песня
- 1959 — Восьмая дверь — Марица
- 1954 — Подозрительная личность — цыганка-гадалка

## Память
- Её имя носит одна из улиц Белграда.